# Брет Істон Елліс
Брет Істон Елліс (англ. Bret Easton Ellis; нар. 7 березня 1964) — американський письменник. Насамперед відомий як автор роману «Американський психопат» (1991), який викликав чималий резонанс через детальне зображення сексу та насильства.

## Біографія
Народився 7 березня 1964 року в Лос-Анджелесі, Каліфорнія, США. Навчався у декількох приватних школах, а згодом вступив до Беннінгстонського коледжу, який закінчив 1986 року. Окрім того, 1985 року за підтримки викладача з креативного письма опублікував дебютний роман «Менше нуля», який слугував йому за дипломну роботу. У 1980-х почав очолювати літературну групу молодих авторів «Брет Пек», до якої також входили Тама Яновіц та Джей Макінері, яким у своїх творах вдалося зобразити американський «дух часу» кінця 80-х початку 90-х років.
1987 року Елліс презентував другий роман під назвою «Правила сексу», а 1991 року світ побачила найвідоміша та найконтроверсійніша робота автора — роман «Американський психопат», який зображує нью-йорського яппі Патрік Бейтмен, який має успішну кар'єру на Волл-Стріт, але водночас є маніяком, убивцею та психопатом. Через мізогінічні сцени видавництво «Simon & Schuster» відмовилося публікувати роман, а Національна організація жінок оголосила книзі бойкот. Зрештою, роман опублікувало видавництво «Vintage Books», а 2000 року світ побачила однойменна екранізація з Крістіаном Бейлом, Віллемом Дефо та Джаредом Лето у головних ролях.
Опісля відбулася публікація збірки оповідань «Інформатори» (1994), а також трьох романів: «Гламорама» (1998), «Місячний парк» (2005) та «Імперські спальні» (2010). Окрім того, вийшли декілька екранізацій його творів: «Менше нуля» (1987), «Американський психопат» (2000) «Правила сексу» (2002) та «Інформатори» (2009).

## Особисте життя
2005 року в одному зі своїх інтерв'ю Елліс зізнався, що є бісексуалом та протягом тривалого часу перебував у стосунках з Майклом Вейдом Капланом, який 2004 року помер від серцевого нападу.

## Переклади українською
- Брет Істон Елліс. Американський психопат. — Х. : КСД, 2016. — 512 с. — ISBN 978-617-12-1638-9.